# Блажеєво (Познанський повіт)
Блажеєво (пол. Błażejewo, нім. Blitzensieg) — село в Польщі, у гміні Курник Познанського повіту Великопольського воєводства.
Населення — 638 осіб (2011).
У 1975-1998 роках село належало до Познанського воєводства.

## Демографія
Демографічна структура станом на 31 березня 2011 року:
|          | Загалом | Допрацездатний вік | Працездатний вік | Постпрацездатний вік |
| -------- | ------- | ------------------ | ---------------- | -------------------- |
| Чоловіки | 316     | 76                 | 227              | 13                   |
| Жінки    | 322     | 68                 | 210              | 44                   |
| Разом    | 638     | 144                | 437              | 57                   |